# شارلوت ستيفنز
شارلوت ستيفنز (بالإنجليزية: Charlotte Stevens)‏ هي ممثلة أمريكية، ولدت في 1902 في شيكاغو في الولايات المتحدة، وتوفيت في 28 أكتوبر 1946 في لوس أنجلوس في الولايات المتحدة.

## وصلات خارجية
- شارلوت ستيفنز على موقع IMDb (الإنجليزية)
- شارلوت ستيفنز على موقع قاعدة بيانات الفيلم (الإنجليزية)